# Heinrich Weber (Gewerkschafter)
Heinrich Weber (* 11. September 1885 in Freiburg im Breisgau; † 25. September 1944 im KZ Mauthausen) war ein deutscher Kommunalpolitiker (SPD) und Gewerkschafter. Er wurde Opfer des NS-Regimes.

## Leben
Weber wurde im September 1885 in Freiburg im Breisgau geboren. Sein Vater entstammte einer Weberfamilie aus Singen, wo die Familie später lebte. Heinrich Weber leistete seinen Militärdienst bei der Marine, zu der er bei Ausbruch des Ersten Weltkrieges erneut einberufen wurde.
In Singen war er als Heizer und Maschinist bei Georg Fischer tätig. Nach seiner Rückkehr aus dem Ersten Weltkrieg trat er der Sozialdemokratischen Partei Deutschlands (SPD) bei und blieb Mitglied der Partei bis zu deren Auflösung im Jahr 1933. In den Jahren 1924 bis 1933 gehörte er dem Singener Bürgerausschuss an, daneben war er Schöffe beim Schöffengericht in Konstanz sowie Mitglied und zeitweise im Vorstand der Gewerkschaft der Heizer und Maschinisten. Seine besondere Zuneigung galt dem Verein Die Naturfreunde, dem er seit 1920 angehörte und bei denen er in den Jahren 1923 bis 1933 als Obmann tätig war. Den Erwerb des Naturfreundehauses bei Markelfingen ist seiner Initiative zu verdanken.
Im Jahr 1933 beteiligte sich Heinrich Weber an dem Bau von Siedlungshäusern im Osten von Singen. Die damals errichtete Häusergruppe wurde im Jahr 1945 in Heinrich-Weber-Siedlung umbenannt, in den 1970er Jahren ging der Name durch die Umwidmung in ein Industriegebiet verloren.
Weber wurde im August 1944 im Rahmen der großen Verhaftungswelle, die auf das Hitler-Attentat vom 20. Juli 1944 folgte, im Rahmen der „Aktion Gitter“ verhaftet und in das Konzentrationslager Natzweiler im Elsass deportiert. Über das Konzentrationslager Dachau kam Weber zuletzt ins KZ Mauthausen bei Linz, wo er am 25. September 1944 den unmenschlichen Haftbedingungen erlag. Die Urne mit seiner Asche gelangte nach Singen, wo sie beigesetzt wurde.

### Hobbyarchäologe
Zusammen mit Apotheker Albert Funk beteiligte sich Weber Anfang der 1930er Jahre an den Ausgrabungen des vorgeschichtlich bedeutsamen Gräberfeldes in der Singener Nordstadt. Er fand Scherben einer urnenfelderzeitlichen Siedlung am Hohentwiel und entdeckte die Bandkeramikersiedlung Scharmenseewadel am Tannenberg. Am Petersfels bei Engen barg er altsteinzeitliche Werkzeuge. Weber besaß zudem eine sehenswerte Mineraliensammlung. Seine Funde übergab er dem Badischen Landesmuseum in Karlsruhe. Nach seinem Tod übergab Webers Witwe sieben Tafeln mit rund 200 wohlgeordneten Fundstücken aus den genannten Fundstellen sowie aus der Bohlinger Schlucht und dem Öhninger Steinbruch dem von Albert Funk gegründeten Archäologischen Hegau-Museum in Singen.

## Würdigungen
- Am 10. September 1991 erhielt der neu entstandene Platz am vorherigen Storchenbrunnenareal den Namen Heinrich-Weber-Platz.[2]
- Im Juli 2011 wurde in Singen in der Byk-Gulden-Straße 11[3] ein Stolperstein zu seinem Gedenken verlegt.[4]
- Der Heinrich Weber-Natura Trail, eine Wanderstrecke zu den Hegauvulkanen, wurde ihm gewidmet.[5]
- Am Naturfreundehaus in Markelfingen wurde ein Denkmal für ihn errichtet.[6]